# シドニー・パウエル
シドニー・キャサリン・パウエル（Sidney Katherine Powell、1955年 - ）は、アメリカ合衆国の弁護士。

## 経歴
ノースカロライナ大学のロースクールを修了後、連邦検察官としてテキサス州やバージニア州に赴任。1993年にダラスで弁護士事務所を開業し、エンロンの会計不正で法的責任を問われたアーサー・アンダーセンやメリルリンチの元重役の代理人を務めた。これを切っ掛けとして共和党関係の知己を得た。ロバート・モラー特別検察官による2016年アメリカ合衆国大統領選挙におけるロシアの干渉に関する捜査でマイケル・フリンの偽証容疑が捜査された際には、フリンはディープステートの犠牲者として徹底抗戦の構えを見せた。結果としてフリンは司法取引で有罪を認めたものの、このことでQアノン信奉者を始めとした陰謀論者を含むトランプ支持者との関係を深めた。

### 2020年選挙
2020年アメリカ合衆国大統領選挙ではドミニオン・ヴォーティング・システムズの投票機操作や中国、キューバ、ベネズエラによる選挙介入を主張して選挙結果を覆そうとする試みに参加したことで知られた。その後、ジョージア州の選挙結果を覆そうとした罪でトランプらと共に起訴された。2023年10月19日、6件の罪状について有罪を認め、トランプを含む他の被告について誠実に供述することを誓約。6年間の保護観察処分や、罰金6千ドルの納付、事件に関連する証拠書類を提出することなどにも同意した。

## 裁判
2021年、パウエルが投票操作を行ったと標的にしたドミニオン社から名誉毀損で訴訟を起こされた。ドミニオン側は「ドミニオン社が投票操作を行ってる」というパウエルの主張が虚偽であり損害を与えるのを認識していたと主張、13億ドルの賠償を求めた。パウエル側は3月22日に裁判所に提出した文書で「まともな人は自分の主張は真実だと思わず法廷闘争のための主張だと思う」主張した。